# Charondas (législateur)
Pour les articles homonymes, voir Charondas.
Charondas (en grec ancien Χαρώνδας) est un législateur de Catane, souvent comparé à Lycurgue et Solon. Il vécut entre le milieu du VIIe siècle av. J.-C. et la fin du VIe siècle av. J.-C.. Avec Zaleucos de Locres, il est reconnu comme un des grands législateurs de la Grande-Grèce puisque sa législation aurait été appliquée outre à Catane, sa ville d'origine, à Rhêgion et dans de nombreuses autres cités chalcidiennes de l’Italie méridionale et de la Sicile.

## Biographie

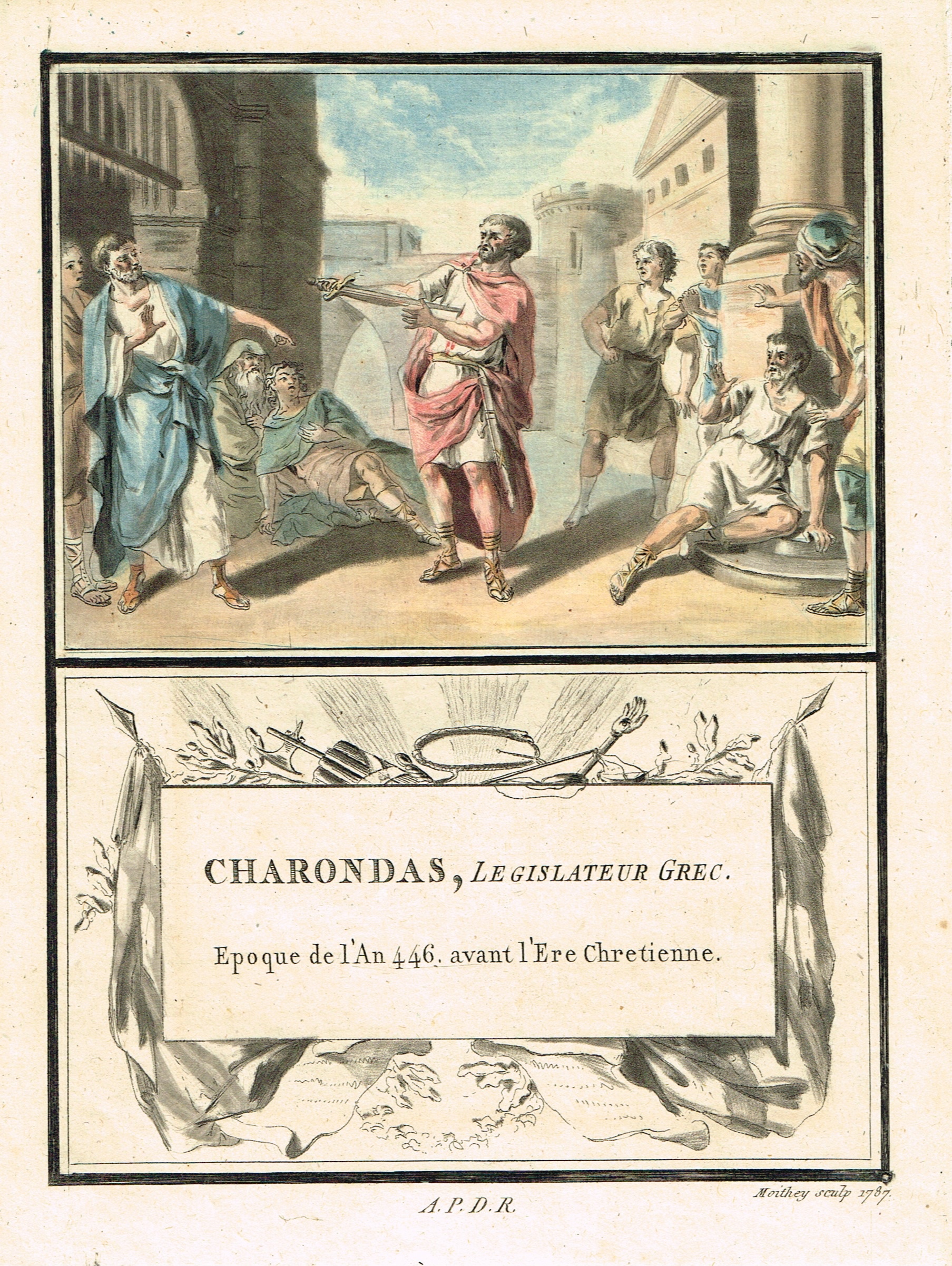
La mort de Charondas de Catane. Illustration de 1787.

Né à Catane en Sicile, il est décrit par Aristote comme appartenant socialement à la classe moyenne. La constitution de Catane était très certainement une oligarchie. Il légiféra pour sa cité vers 620 av. J.-C. et paraît avoir admis dans sa législation un de ces sophismes aristocratiques que blâme Aristote. D'après Elien, il fut contraint à l'exil. Charondas se réfugia à Rhégion et importa avec lui sa législation qui dès lors fut appliquée à cette cité également. Ses lois semblent avoir été en usage à Thourioi, selon Diodore de Sicile, et même avoir été apprises par cœur et lues à l’occasion de fêtes. Valère Maxime relate la mort de Charondas :
« Les mouvements qui agitaient les réunions publiques de cette cité allaient jusqu’à la violence et à l’effusion de sang, et il les avait apaisés en prescrivant par une loi que quiconque y viendrait avec une arme serait exécuté sur le champ. Quelque temps après, il revenait d’une propriété éloigné de la ville, avec une arme à la ceinture, pour rentrer chez lui ; on le convoqua tout à coup à une réunion et, tel qu’il était, il s’y rendit ; la personne qui se trouvait la plus proche de lui fit remarquer qu’il avait enfreint sa propre loi, et il répondit : “C’est moi aussi qui vais la faire appliquer”  », et aussitôt il sortit l’épée qu’il avait sur lui et l’enfonça dans son corps.
La véracité de cet événement est toutefois suspecte du fait qu’il a également été attribué à Dioclès et à Zaleucos.

## La législation chalcidienne
La législation de Charondas s'est progressivement implantée dans la plupart des cités fondées en Sicile par les colons originaires de la cité de Chalcis en Eubée. En plus de Catane et Rhégion, des preuves de l'existence de cette législation ont été retrouvées à Himéra et à Léontinoi.
Selon Aristote, Charondas est à l'origine d'une loi concernant les procès intentés pour faux témoignage. Il aurait également réglé le montant des amendes en fonction du niveau social de la personne incriminée. Diodore de Sicile nous rapporte un grand nombre de lois qu'il attribue à Charondas, en tant que législateur de Thourioi, mais elles sont en réalité l’œuvre de pythagoriciens et/ou de Protagoras d'Abdère, le sophiste qui participe à la fondation de la cité. Les lois de Thourioi ne peuvent donc pas être rapportées à la législation archaïque.
À l'époque hellénistique, la réputation de la législation de Charondas n'est plus à faire. Ces lois sont exportées en dehors de Sicile et sont appliqués à Téos et Lébédos avec l'impulsion d'Antigone le Borgne ainsi qu'à Mazaca de Cappadoce. Le poète Hérondas, résidant dans l'île de Cos, évoque les lois de Charondas dans les Mimes, ce qui est un bon indicateur de leur popularité.

## Le«Χαλκίδος γένος»
Entre 427 et 424 av. J.-C., les cités chalcidiennes de Sicile s'unissent politiquement pour faire face à la menace syracusaine. L'historien Georges Vallet explique que cette union a été rendue possible par la proximité culturelle et institutionnelle qui existe entre les cités. Symbole de cette unité, les Chalcidiens de Sicile envoyèrent une ambassade commune, menée par le sophiste Gorgias de Léontinoi. Ils obtinrent l'aide d'Athènes qui envoya une expédition pour soutenir les Chalcidiens. S'ils parvinrent à repousser les Syracusains, le Χαλκίδος γένος ne survit pas longtemps. Deux ans après, une guerre civile éclate à Léontinoi, principale cité chalcidienne de Sicile permettant aux Syracusains de s'emparer de la ville. Cette proximité, liée à la situation internationale, peut expliquer que le mythe de la mort de Charondas ait été transposé à Dioclès, législateur syracusain de la fin du Ve siècle.